# 上海姆巴赫
上海姆巴赫是德国莱茵兰-普法尔茨州的一个市镇。总面积8.72平方公里，总人口602人，其中男性304人，女性298人（2011年12月31日），人口密度69人/平方公里。